# 準素分解
在交換代數中，準素分解將一個交換環的理想（或模的子模）唯一地表成準素理想（或準素子模）之交。這是算術基本定理的推廣，能用以處理代數幾何中的情況。

## 陳述
設 {\displaystyle R} 為交換諾特環，{\displaystyle M} 為有限生成之 {\displaystyle R}-模。對任一子模 {\displaystyle N\subset M}，存在有限多個準素子模 {\displaystyle M_{i}} 使得
{\displaystyle N=\bigcap _{i}M_{i}}
事實上，可以要求此分解是最小的（即：無法省去任何 {\displaystyle M_{i}}），且諸準素子模 {\displaystyle M_{i}} 對應到的素理想彼此相異。滿足上述條件的準素分解是唯一確定的。
最常見的情形是取 {\displaystyle M=R}，並取 {\displaystyle N=I} 為一理想。任取一準素分解 {\displaystyle I=\bigcap _{i}Q_{i}}，這些 {\displaystyle Q_{i}} 中的極小者稱為 {\displaystyle I} 的孤立素理想，否則稱為鑲嵌素理想；孤立素理想是 {\displaystyle I\subset R} 的一組不變量。

## 幾何意義
在幾何上，{\displaystyle I} 的孤立素理想對應到仿射概形 {\displaystyle \mathrm {Spec} (R)} 的閉子集 {\displaystyle V(I)} 之不可約成份。

## 歷史
伊曼紐·拉斯克在1905年證明了{\displaystyle R} 為多項式環的情形。埃米·諾特在1921年證明上述的推廣版本。職是之故，準素分解的存在性也被稱為拉斯克-諾特定理。

## 文獻
- M.F. Atiyah,  I.G. Macdonald,  Introduction to commutative algebra , Addison-Wesley  (1969)
- O. Zariski,  P. Samuel,  Commutative algebra, Volume 1 and 2, Springer  (1975)
- N. Bourbaki,  Elements of mathematics. Commutative algebra , Addison-Wesley  (1972)
- V. T. Markov, , Hazewinkel, Michiel  (编), , Springer, 2001, ISBN 978-1-55608-010-4